# Quyền LGBT ở Saint Helena, Ascension và Tristan da Cunha
Quyền đồng tính nữ, đồng tính nam, song tính và chuyển giới ở Saint Helena, Ascension và Tristan da Cunha của Lãnh thổ hải ngoại của Anh đã dần dần phát triển qua nhiều năm. Phân biệt đối xử trên cơ sở khuynh hướng tình dục bị cấm trên toàn lãnh thổ thông qua Sắc lệnh Hiến pháp 2009 và hôn nhân đồng giới đã hợp pháp trên các đảo kể từ năm 2017.

## Bảng tóm tắt
| Hoạt động tình dục đồng giới hợp pháp                                                                                 | (Từ năm 2001)                                             |
| Độ tuổi đồng ý | (Từ năm 2001)                                             |
| Luật chống phân biệt đối xử chỉ trong việc làm                                                                        | (Từ năm 2009)                                             |
| Luật chống phân biệt đối xử trong việc cung cấp hàng hóa và dịch vụ                                                   | (Từ năm 2009)                                             |
| Luật chống phân biệt đối xử tất cả các lĩnh vực khác (bao gồm phân biệt đối xử gián tiếp, ngôn từ kích động thù địch) | (Từ năm 2009)                                             |
| Hôn nhân đồng giới | (Từ năm 2017)                                             |
| Công nhận các cặp đồng giới                                                                                           | (Từ năm 2017)                                             |
| Con nuôi của các cặp vợ chồng đồng giới                                                                               | (Từ năm 2017)                                             |
| Con nuôi chung của các cặp đồng giới                                                                                  | (Từ năm 2017)                                             |
| LGBT được phép phục vụ công khai trong quân đội                                                                       | (Từ năm 2000, Vương quốc Anh chịu trách nhiệm quốc phòng) |
| Quyền thay đổi giới tính hợp pháp                                                                                     |                                                           |
| Truy cập IVF cho đồng tính nữ                                                                                         |                                                           |
| Thay thế thương mại cho các cặp đồng tính nam                                                                         | (Cấm cho người dị tính cũng vậy)                          |
| NQHN được phép hiến máu                                                                                               | No                                                        |